# Heilig Kreuz (Bremen)

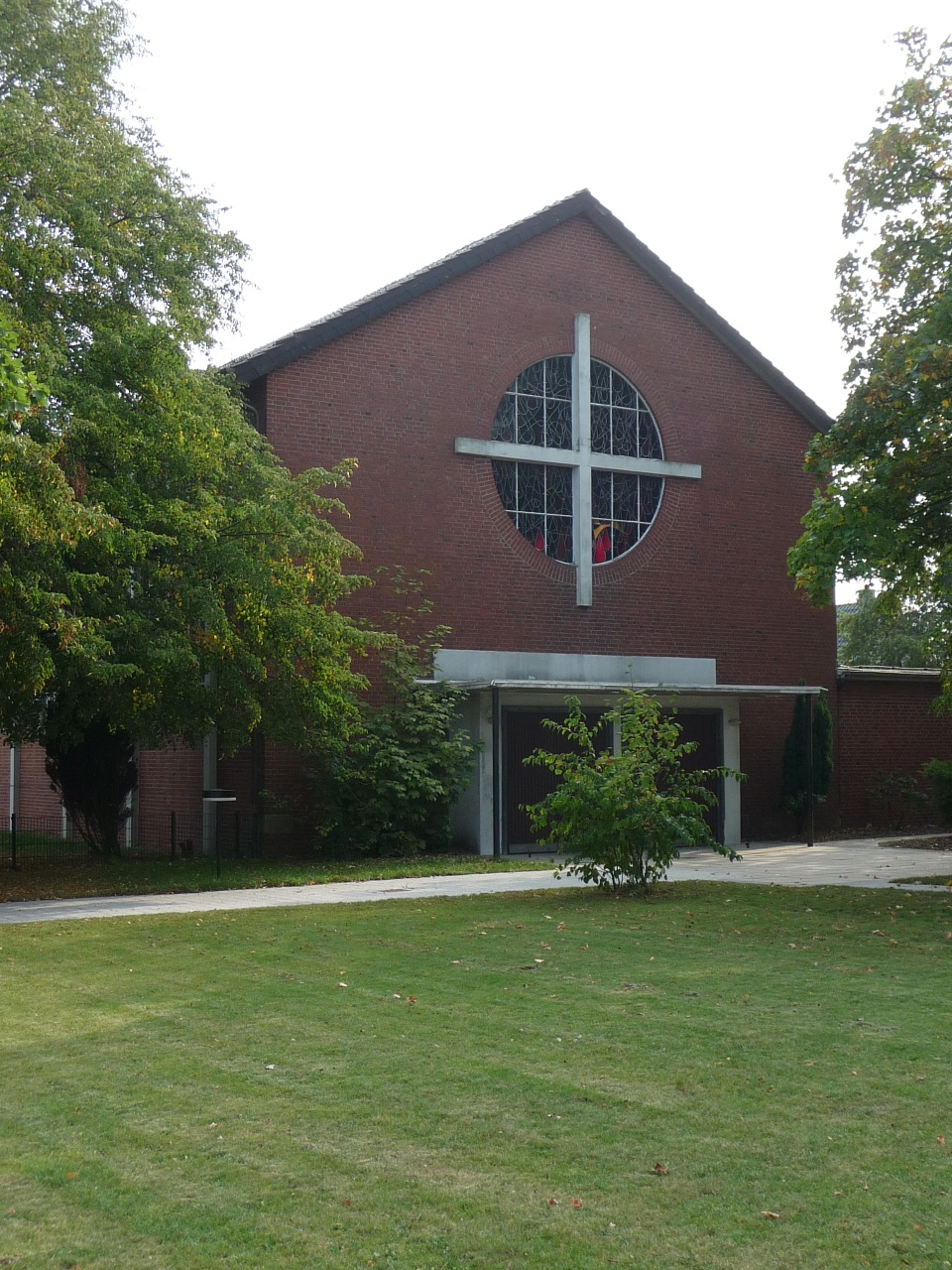
Heilig-Kreuz-Kirche (2009)

Die Kirche Heilig Kreuz war die katholische Kirche in Lüssum-Bockhorn, einem Ortsteil des Bremer Stadtteils Blumenthal. Sie gehörte zuletzt zur ebenfalls in Blumenthal ansässigen Pfarrgemeinde „St. Marien“, im Dekanat Bremen-Nord des Bistums Hildesheim. Die nach dem Kreuz Jesu benannte Kirche befand sich am Treuburger Platz 2. Die nächstliegende Kirche ist heute die St.-Marien-Kirche in rund zwei Kilometer Entfernung.

## Geschichte
Nachdem sich in Folge des Zweiten Weltkriegs auch in Bremen durch den Zuzug von Flüchtlingen und Heimatvertriebenen die Zahl der Katholiken erheblich vergrößert hatte, bildete sich im Stadtteil Bockhorn eine Kirchengemeinde. 1956 wurde das in einem Neubaugebiet gelegene Kirchbaugrundstück von der Blumenthaler St.-Marien-Gemeinde erworben. Im April 1959 begann der Bau der Kirche, und am 13./14. August 1960 folgte ihre Konsekration durch Bischof Heinrich Maria Janssen. Bis zum Bau der St.-Ansgar-Kirche in Schwanewede dient sie auch als Garnisonkirche für die katholischen Soldaten der Lützow-Kaserne. Im November 1969 gab der Pfarrgemeinderat der Hl.-Kreuz-Gemeinde den Anstoß zum Bau einer eigenen Kirche in Schwanewede, die 1971 unter dem damaligen Pastor Norbert Winkler (1932–2020) errichtet wurde.
Seit dem 1. November 2006 gehört die Hl.-Kreuz-Kirche, samt seiner Filialkirche St. Ansgar in Schwanewede, zur Pfarrei St. Marien. Die Pfarrgemeinde Hl. Kreuz wurde in diesem Zusammenhang aufgehoben.
Auf Grund zurückgehender Finanzmittel, aber auch der geringer werdenden Zahl von Priestern und Kirchenbesuchern, erfolgte 2009 im Bistum Hildesheim eine Einstufung aller Kirchen nach ihrer künftigen Notwendigkeit. Damals wurde die Hl.-Kreuz-Kirche als „für die pastorale Entwicklung nicht unbedingt notwendig“ angesehen und zur Schließung vorgesehen. Am 28. November 2014 erfolgte ihre Profanierung durch Generalvikar Werner Schreer, der selbst von 1982 bis 1985 als Kaplan an der Hl.-Kreuz-Kirche tätig war. Das Kirchengebäude wurde noch im gleichen Jahr an Privat verkauft und bis 2016 zu Wohnzwecken umgebaut. Seine Innenausstattung soll für einen Kirchenneubau im polnischen Chojnice verschenkt werden, die Orgel an eine Kirchengemeinde im ukrainischen Warcel.

## Architektur und Ausstattung
Die in rund 13 Meter Höhe über dem Meeresspiegel gelegene Backsteinkirche wurde nach Plänen der Architekten Josef Fehlig (Hildesheim) und Leo-Karl Golombek (Bremen-Grohn) erbaut, ausgeführt als turmloser Langhausbau. Ein ursprünglich geplanter Glockenturm wurde nicht realisiert. Der Altarraum wurde von einer Kreuzesdarstellung, darüber eine Taube als Symbol für den Heiligen Geist, dominiert.